# Журавлев, Ежи
Ежи Журавлев (пол. Jerzy Żurawlew; 21 января 1887, Ростов-на-Дону — 3 октября 1980, Варшава) — польский пианист и музыкальный педагог, инициатор (1927) проведения Международного конкурса пианистов имени Шопена.

## Биография
Отец Журавлева был русским, мать — полькой. Первым учителем фортепиано была его мать. В возрасте 8 лет он выступил в Москве перед Игнацием Яном Падеревским, который гастролировал по России. Затем он учился в Варшавской консерватории у пианиста Александра Михаловского, и по окончании курса в 1913 г. остался там же преподавать. Со студенческих лет начал концертировать, с особенным успехом исполняя произведения Ференца Листа. Первая мировая война прервала его многообещающую карьеру. В то время он встретил свою первую жену, Софию, художника.
В 1916 году он основал Литовскую консерваторию в Минске. После революции 1917 года он поселился в Варшаве. В 1925—1939 годах работал в Высшей школе Шопена в Варшавское музыкальное общество Станислав Монюшко. За это время он ненадолго вернулся к концертной деятельности.
В 1927 году по его инициативе в Варшаве был организован первый Конкурс пианистов имени Шопена.
После 1917 г. Журавлев естественным образом стал польским гражданином и вплоть до Второй мировой войны преподавал в высших музыкальных учебных заведениях Польши. Военные и первые послевоенные годы стали для Журавлева временем трудных испытаний, однако уже к 1949 г. ему удалось добиться возобновления Конкурса имени Шопена, и в дальнейшем, вплоть до Десятого конкурса в 1980 г., во время которого он умер, Журавлев был почётным членом жюри. Некоторое время он также занимал пост ректора Варшавской консерватории.
Похоронен на кладбище Старые Повонзки.